# Partnerperfetto.com
Partnerperfetto.com (Must Love Dogs) è un film del 2005 diretto da Gary David Goldberg, interpretato da Diane Lane, John Cusack e Christopher Plummer.

## Trama
Sarah Nolan è una maestra d'asilo, appena divorziata dal marito, che è intenta a voler continuare la sua vita da sola mentre la sua famiglia cerca di far sì che lei trovi un nuovo amore. Per questo sua sorella Carol decide segretamente di inserirla ad un sito di incontri, chiamato "Partnerperfetto.com". Alla fine, Sarah cede alla cosa e riceve ben presto messaggi su Internet di uomini che vorrebbero conoscerla ma lei esclude dapprima quelli più antipatici per poi accettarne uno arrivato da Jack Anderson, un uomo anche lui da poco divorziato che costruisce barche artigianali. Il primo incontro tra i due non è dei migliori, provocato principalmente dal cane di lei Madre Teresa ma Jack non si arrende e richiama Sarah con cui riesce ad avere un secondo appuntamento; questa volta tra i due nasce l'amore e tentano di avere un rapporto sessuale ma l'assenza del preservativo porta i due a fermare l'incontro. Tuttavia, Sarah inizia anche a stringere amicizia con Bob Connor, un uomo da poco separato dalla moglie, che si innamora di lei ma che lei dapprima respinge, poiché è il padre di uno dei suoi alunni ma poi cede e lo bacia per poi essere scoperta da Jack che la lascia.
Alcuni giorni dopo, tuttavia, lei scopre un'insegnante, June, a casa di Bob e la cosa fa infuriare Sarah ma Bob la rassicura che tra i due non c'è niente e i due consumano anche un rapporto sessuale ma la mattina seguente lei comincia ad accorgersi sempre più del carattere falso dell'uomo e lo lascia per poi tentare di riavvicinarsi a Jack che però si è intanto legato a Sherry, un'amica con la quale il fratello stava cercando di farla legare. Proprio quella sera, Sherry cerca di invitarlo a casa ma Jack rifiuta.
Tuttavia Sarah non demorde e il giorno seguente raggiunge Jack su un laghetto in compagnia di Madre Teresa; qui lei cerca di raggiungerlo con la barca finendo anche col cadere in acqua e nuotare fino a lui per poi baciarlo e riprendere il loro legame.

## Riconoscimenti
- 2006 - Golden Trailer Awards
  - Candidatura Miglior film romantico